# Konstantin Bodin

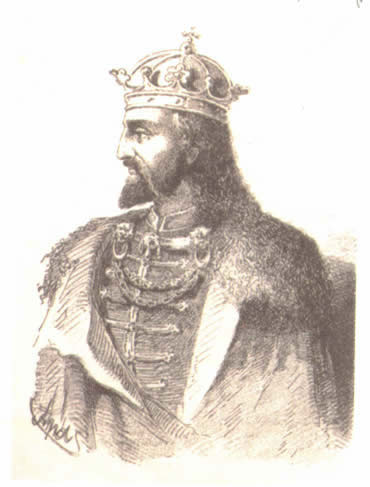
Zar Konstantin Bodin (Phantasieporträt des 19. Jahrhunderts)

Konstantin Bodin war zwischen 1082 und 1106 König von Diokletien sowie 1072 als Peter III. kurzzeitig Zar von Bulgarien. Er residierte in der Stadt Skadar.

## Leben
Konstantin Bodin war der Sohn von Mihailo Vojislavljević und war von 1082 bis 1106 ein serbischer König. Den Königstitel erbte er von seinem Vater, der von Papst Gregor VII. die Königskrone im Austausch für kirchenpolitische Zugeständnisse erhielt. Sein Vater errichtete ein Erzbistum in Bar/Antivari um ein Organisationszentrum für die serbische katholische Kirche zu etablieren. Die römische Kurie war besonders an neuen aufstrebenden Völkern gegen die Glaubenskonkurrenten in Ostrom interessiert, da man gerade durch die Schismen und den beiderseitigen Exkommunizierungen von Papst in Rom und Patriarch in Konstantinopel 1054 an Expansion interessiert war.
1072 schickte ihn sein Vater Michael mit einem kleinen Heer zur Unterstützung eines Aufstandes slawischer Boljaren gegen Byzanz bei Skopje. Konstantin ließ sich auf Initiative des bulgarischen Magnaten Georgi Vojtech in Prizren zum bulgarischen Zaren krönen. Nach anfänglichen Erfolgen missglückte der Aufstand, und Bodin wurde gefangen genommen und zuerst nach Konstantinopel, dann nach Antiochia verbracht. Er entkam jedoch mit Hilfe venezianischer Seeleute und kehrte nach Zeta zurück. Er wurde Mitregent seines Vaters, bei Anna Komnena erscheinen beide nebeneinander als „Exarchen der Dalmater“. Nach dem Tode seines Vaters übernahm er um 1082 allein die Regierung.
Konstantin Bodin trat schon vor seiner Machtübernahme dem Byzantinischen Reich entgegen und sympathisierte mit den Normannen Robert Guiskards, die Byzanz bis 1085 bedrohten. Unter Konstantin Bodin erfuhr das Reich seine bis zu diesem Zeitpunkt größte Ausdehnung. Ihm gelang es nahezu alle serbischen und weitere slawische Stämme zu vereinigen, die noch nicht von anderen größeren Herrschaftsgebilden, wie dem Bulgarenreich, Ungarn oder Byzanz unterworfen waren. Er regierte über Zeta, Bosnien, Hum und Raszien.
Der größte Teil der Bevölkerung des Bodinschen Reiches war jedoch spätestens nach der Missionierung durch die Slawenapostel Method und Kyrill, soweit sie genug christlich war, nur mit dem griechisch-orthodoxen Ritus bekannt, was die spätere Machtübernahme durch seine Verwandten, den serbischen Herrschern in Raszien, zugutekam. Das Reich zerfiel und konnte unter dem Banner der katholischen Glaubensauslegung nicht mehr geeint werden. Erst ab der serbischen Herrscherdynastie der Uroševic und später der Nemanjiden ab dem 13. Jahrhundert, die durch kluges Kalkulieren zwischen den katholischen und griechisch-orthodoxen religiösen Machtzentren eine Etablierung der autokephalen serbisch-orthodoxen Kirche ermöglichen, gelingt es eine einigende Kraft auf die einzelnen serbischen Stämme auszuüben.